# Романово-Борисоглібський повіт
Романово-Борисоглібський (Тутаєвський) повіт —  адміністративно-територіальна одиниця Ярославської губернії Російської імперії і РРФСР, що існувала в 1822-1923 роках.  Адміністративний центр - місто Романов-Борисоглібськ. 

## Географія
На північному сході повіт межував з Даниловським повітом, на півночі з Пошехонським, на північному заході - з Рибінським, на південному заході - з Угличским , на південному сході - з Ярославським повітом . У довжину повіт мав протягом на 75, а в ширину від 22 до 55 верст. Площа - 261 955 десятин, 1232 1/2 квадратні сажні. 
Територія повіту була розділена річкою Волгою майже на дві рівні частини. Поверхня його «ніде не представляє значних висот; помітніші пагорби по правому березі Волги, а також в північній частині повіту, на вододілі між притоками Волги і системи річки Шексни (Ухра) ». «Вся площа повіту лежить в системі річки Волги, яка прорізує повіт в напрямку від північного заходу на південний схід протягом 49 верст».  Волга на території повіту судноплавна на всьому протязі; всі притоки Волги незначні за величиною, і жоден з них несудоплавний. 

## Історія

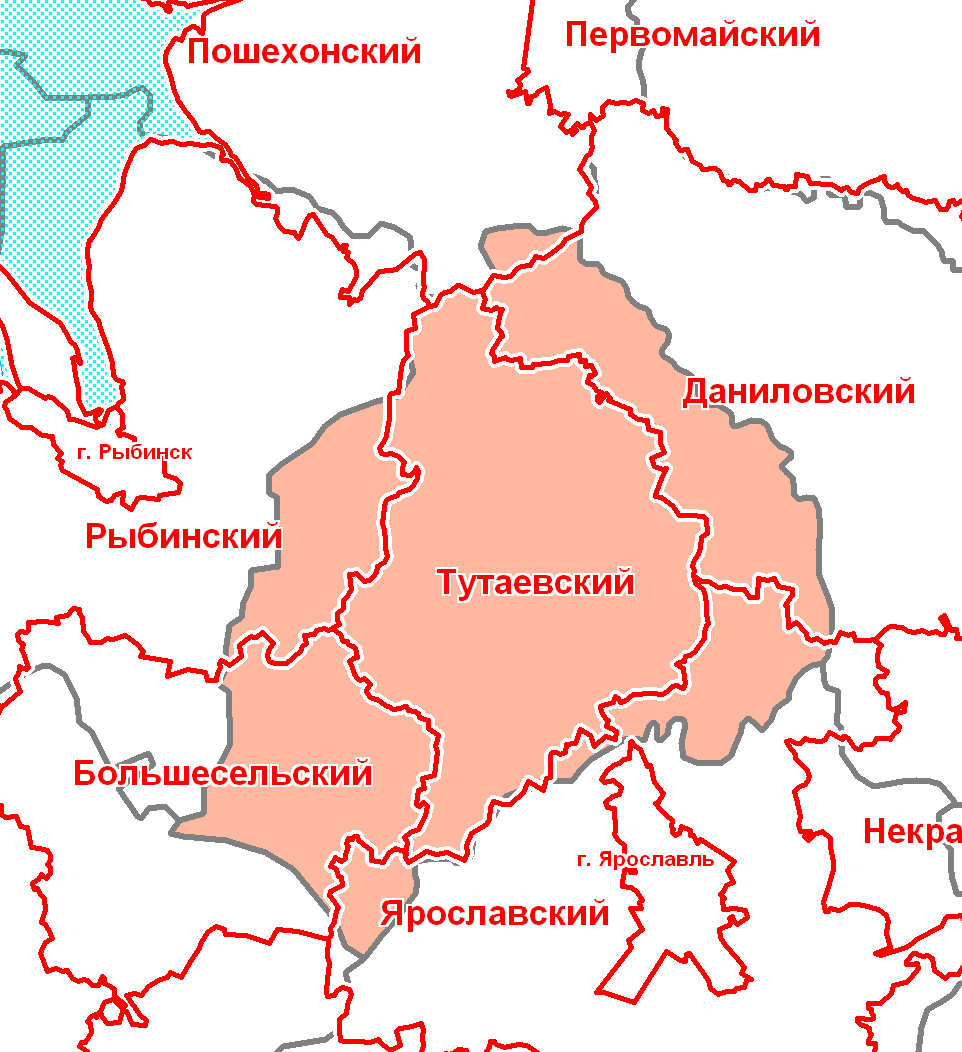
Романов-Борисоглебский уезд в современной сетке районов

У 1822 році були об'єднані в одне місто Романов-Борисоглібськ, міста Романов і Борисоглібськ - центри повітів, Романовського та Борисоглібського, які також об'єднані в єдиний повіт. 
У 1918 році повіт був перейменований в Тутаєвський; утворена 21 нова волость. Постановою Президії ВЦВК від 23 листопада 1923 року повіт був ліквідований, його територія розділена між Даниловським, Пошехоння-Володарським, Угличским і Ярославським повітами. 

## Населення
У 1866 році населення повіту налічувало 88 415 жителів. З них 5 347 душ обох статей - в повітовому центрі місті Романове-Борисоглібське і 83 068 душ обох статей - в інших поселеннях повіту. "У числі жителів: дворян 455, селян казенних 16 263 і вийшли з кріпосної залежності 52 696, міщан 8 976. За тими ж відомостями на 1866 г. -« в повіті було церков православних 94, монастирів - немає ». 
У 1873 році налічувалося 1455 населених пунктів, з яких погостів - 39, сіл - 47, сіл - 1 133, інших поселень - 236. 
За переписом 1897 року населення повіту становило 75 268 осіб, у тому числі у місті Романов-Борисоглібськ - 6682 чол.

## Адміністративний устрій
Повіт ділився на два стани, один - з лівого боку Волги, інший - з правого. 
У 1862 році в Романово-Борисоглібському повіті було 13 волостей: Олексійцівська, Андріївська, Богородська, Ішманівська, Курякінська, Максимівська, Машаковська, Ново-Богородська, Понгіловська, Рижиковська, Савинська, Сандиревська, Сидорівська. 
У 1890 році до складу повіту входило 17 волостей 
| № п / п | Волость               | Волосне правління        | Число селищ | Населення |
| ------- | --------------------- | ------------------------ | ----------- | --------- |
| 1       | Олексійцівска         | д. Поточелове            | 102         | 3554      |
| 2       | Андріївська           | д. Микитинська           | 101         | 4747      |
| 3       | Артем`ївська          | д. Артем'єве             | 118         | 3935      |
| 4       | Богородська           | м. Романов-Борисоглібськ | 133         | 2713      |
| 5       | Давидковська          | с. Давидкове             | 24          | 4037      |
| 6       | Ішмановська           | д. Ішмановое             | 48          | 3005      |
| 7       | Курякінська           | д. Курякіне              | 85          | 3954      |
| 8       | Максимовська          | с. Ново-Нікольське       | 112         | 5469      |
| 9       | Машаковська           | д. Машакове              | 24          | 1 948     |
| 10      | Ново-Богородська      | с. Ново-Богородское      | 71          | 4143      |
| 11      | Підгородне-Слобідська | д. Підгородня слобода    | 36          | 2195      |
| 12      | Понгіловська          | с. Нікольське            | 143         | 3098      |
| 13      | Рижіковська           | с. Рижикове              | 90          | 5360      |
| 14      | Савинська             | с. Савинське             | 76          | 2392      |
| 15      | Сандиревська          | д. Сандиреве             | 104         | 5699      |
| 16      | Старо-Андріївська     | с. Старо-Андріївське     | 44          | 3544      |
| 17      | Хопилівська           | д. Паздерінске           | 74          | 2953      |

У 1913 році в повіті було 14 волостей, скасовані Ішманівська, Ново-Богородська і Підгородне-Слобідська волості, центр Богородської волості перенесений в д.  Короваєво, Курякінської - в д.  Яскине, перейменовані Машаковська волость в Малаховську, Старо-Андріївська - в Шаготську.

## Населені пункти
Найбільші населені пункти за переписом населення 1897 р, жит .: 
- м. Романов-Борисоглібськ - 6682
- с. Давидкове - 1036
- Костянтинівський нафтоперегонний завод - 858

## Економіка
Досить значна галузь місцевого господарства - скотарство.  Популярність придбали місцеві - «романівські» - вівці, корови і коні. 
Заводська діяльність в повіті була незначна, але різноманітна за видами. У 1879 році недалеко від Романов-Борисоглібська підприємець В. Рогозін організував Костянтинівський завод російських мінеральних масел. У 1880-х роках в селищі Пісочне розпочала роботу фабрика по виробництву порцелянового посуду, що випускала відому кузнецовську порцеляну. У 1890-х роках почала виробляти продукцію овчинно-хутряна фабрика Тихомирових, що використала відому Романівську породу овець . 